# Edmund Hegan Kennard
Edmund Hegan Kennard (n. 14 octombrie 1834 – d. 9 iulie 1912) a fost un colonel și politician conservator englez, care a fost membru al Camerei Comunelor în două perioade incluse între anii 1868 și 1885.

## Biografie
Kennard a fost fiul lui John Peirse Kennard și al soției sale, Sophia Chapman. A urmat studii la Colegiul Balliol de la Oxford și a devenit căpitan în Regimentul 8 Husari.
La alegerile generale din 1868 Kennard a fost ales membru al Parlamentului (MP) pentru circumscripția Beverley. Alegerile din această circumscripție au fost invalidate pe 11 martie 1869 pe motiv că s-ar fi oferit alegătorilor o mită electorală consistentă. Nu a fost emis niciun act prin care membrii Parlamentului să fie înlocuiți, iar circumscripția electorală a fost desființată printr-un act care a primit avizul regal pe 4 iulie 1870. Romancierul Anthony Trollope a fost unul dintre candidații învinși în alegerile din circumscripția Beverley, iar această experiență a fost reprezentată în alegerile fictive din circumscripția Percycross descrise în romanul Ralph the Heir și povestită, de asemenea, în autobiografia sa. Kennard a fost ales deputat al circumscripției Lymington în 1874 și a deținut această poziție până în 1885.
Kennard a devenit colonel onorific al Regimentului 15 Pușcași „Middlesex” și a fost aghiotant al lordului locotenent al Irlandei. A locuit apoi la conacul Great Tangley din Guildford, Surrey, unde a murit la vârsta de 77 de ani în 9 iulie 1912.
A fost căsătorit cu Agnes Hegan, fiica lui Joseph Hegan, în ianuarie 1868. Fiica lor, Victoria, s-a căsătorit cu Frederick Ponsonby, primul baron Sysonby. Agnes Hegan Kennard a publicat în 1888 o traducere din maghiară a romanului Omul de aur  (1872) al lui Mór Jókai sub titlul Timar's Two Worlds.

## Legături externe
- Hansard 1803–2005: Contributions in Parliament by Edmund Kennard